# Hemerobius micans
Het strobruintje (Hemerobius micans) is een insect uit de familie van de bruine gaasvliegen (Hemerobiidae), die tot de orde netvleugeligen (Neuroptera) behoort. 
Hemerobius micans is voor het eerst wetenschappelijk beschreven door Olivier in 1792.